# André Rossignol

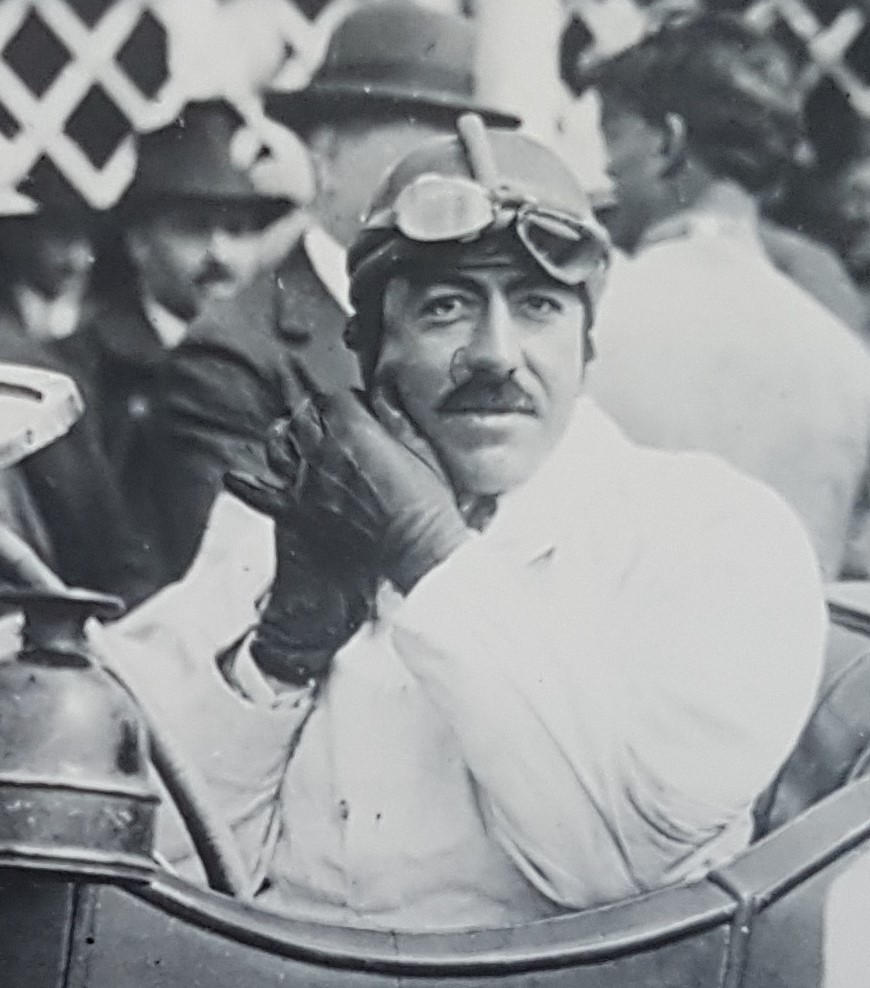
André Rossignol tijdens de 24 uur van Le Mans in 1926.

André Émile Henri Rossignol (Parijs, 9 augustus 1890 - aldaar, 5 december 1960) was een Frans autocoureur. Hij is de eerste coureur die twee keer de 24 uur van Le Mans wist te winnen, zowel in 1925 als 1926.

## Carrière
Rossignol maakte vanaf 1923 deel uit van het fabrieksteam van Lorraine-Dietrich. Dat jaar nam hij deel aan de eerste editie van de 24 uur van Le Mans. Hij eindigde als achtste in de race, voordat hij in 1924 zijn eerste podiumfinish behaalde met een derde plaats.
In 1925 won Rossignol, samen met Gérard de Courcelles, voor het eerst de 24 uur van Le Mans. In 1926 werd hij gekoppeld aan Robert Bloch en won hij de race opnieuw. Dat jaar werd de gehele top 3 bezet door auto's van Lorraine-Dietrich.
In 1927 schreef Lorraine-Dietrich zich niet in voor de 24 uur van Le Mans. In 1928 reed Rossignol in de race voor Chrysler en werd hij samen met Henri Stoffel derde.
Naast zijn deelnames aan Le Mans reed Rossignol ook driemaal in de 24 uur van Spa-Francorchamps. In 1925 werd hij tweede en in 1928 en 1929 werd hij zesde. In zijn laatste deelname won hij wel, samen met Henri Stoffel, de 5.0-klasse. Hij overleed in 1960 op 70-jarige leeftijd.